# Mantelletta

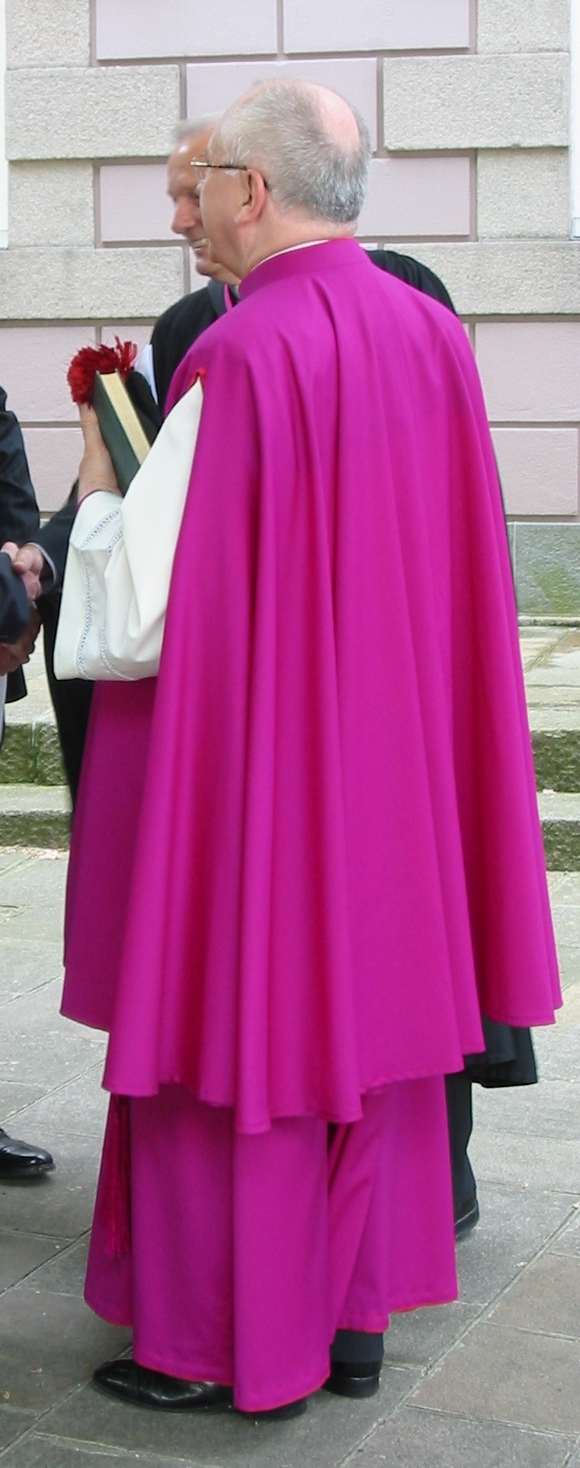
Ein Prälat in Mantelletta

Die Mantelletta ist ein von Würdenträgern der römischen Kurie als Bestandteil der Chorkleidung über dem Rochett getragener knielanger, vorne offener, ärmelloser Umhang aus Seide bzw. feinem Wollstoff. Die Farbe der Mantelletta bestimmt sich nach dem kirchlichen Rang ihres Trägers und dem jeweiligen liturgischen Anlass, zu dem sie getragen wird.
Seit 1969 ist der Gebrauch wenigen römischen Prälaten vorbehalten.
Im Rahmen der von Papst Paul VI. erlassenen und 1969 durch eine Anweisung des Staatssekretariats präzisierten Reformen wurde die Mantelletta für Kardinäle und Bischöfe abgeschafft, die nun gegebenenfalls die Mozetta tragen. Die violette Mantelletta wird nur noch von einer Handvoll Prälaten getragen, die in Rom residieren, vor allem von den sieben verbliebenen apostolischen Protonotaren de numero und einigen höheren Prälaten der Ämter der Römischen Kurie, wenn sie nicht Bischöfe sind. Es ist nun tatsächlich ein Kleidungsstück der Diözese Rom; andere Monsignores verwenden es nicht. Laut Noonan ist die richtige Farbe der Mantelletta für die Kapitel der Domherren, die sie noch tragen, grau oder schwarz mit farbigem Besatz.